# 数码宝贝合体战争角色列表
数码宝贝合体战争角色列表 是日本东映动画于2010年-2012年分为3期（79话）制作的第六作电视动画《数码宝贝合体战争》的登场人物和数码兽一览表。

## 登場人物

### 主要人物
- 工藤大樹[2]

聲優：高山南（日本）、許盈（香港）、錢欣郁（台湾）
男一号（第一、二期）男二号（第三期），13歲的东云东中學一年级學生（第三期以後為中二學生），跟以前作品的主角一樣有護目鏡（除了第五部大門大沒有除外），「Xros Heart」的指揮官，持有红色的Xros Loader。父親因職業賽車出國比赛，與母親兩人獨居。運動神經非常好、體格強韌，過去一直是社團救兵，有着「怎麼能拋開不管！」的口頭禪。性格老實而且愛幫助別人，經常為了幫助他人而體力透支暈倒。一天，因為高吼兽的求救聲而來到數碼世界，不幸地把當時他的兩位朋友明里跟善次郎一起卷進數碼世界，成為率領Xros Heart隊伍的指揮官。
第三期加入了猎人的一方。
名字的由来是为「器量大的人」。
- 陽本明[5]

聲優：白石涼子（日本）、張頌欣（香港）、謝佼娟（台湾）
大器的青梅竹馬，12歲的东云中央小学六年级学生（第三期以後為中一學生）。雖比大器年幼，由於是四姊弟的長女，個性十分精明懂事。非常了解大器，卻也經常受不了他。自稱「大器的經紀人」，小學時代就幫其掌管社團活動，經常在大器累倒時適時出現給予急救。其那種的「適時」默契可說是到了連旁人都會讚嘆的境界。
漫画中在大魔殿运用精神力量将巫師獸复制的Xros Loader转变为淡粉色，引导了多路路獸超进化。
第三期時雖然升學，但進入鄰町的中學而非大器的學校。末期為了幫助大家被钟表店爷爷给予橘黃色的Xros Loader，與多路路獸和萌萌獸等為隊伍
- 劍善次郎[6]

聲優：岸尾大輔（日本）、胡家豪（香港）、何志威（台湾）
和大器同校的中一學生，自稱「永遠的對手」，擅長劍道，亦因家族工業起家對機械十分了解。不喜歡拐彎抹角。在劍道上敗給臨時的社團救兵、並自稱外行人的大器，因而擅自認定他為勁敵，此外喜歡可愛的女孩子（音音）。戰鬥時以星星兽組成的武器「星劍」發揮本領。
漫画中在大魔殿运用精神力量将巫師獸复制的Xros Loader转变为浅绿色，引导了弩機獸超进化。
第三期時轉學到「鄰町的鄰町的中學」，狀況不明。末期為了幫助大家被钟表店爷爷给予淺藍色的Xros Loader，與弩機獸等為隊伍。
- 蒼沼桐葉[7]

聲優：草尾毅（日本）、鍾見麟（香港）、劉明勳（台湾）
本作品男主角之一（第一、二期）。
名校艾莉特中學的學生，和大樹同年，混血兒（父亲日本人，母亲外国白种人）。為Blue Flare之指揮官，持有蓝色的Xros Loader，率領暴龍獸等數碼獸。父母去世后家族集团财产被亲友瓜分。一開始時經常使用不光彩的手段攻擊敵人，但戰艦龍獸的死领悟到拥有同伴才能变强，和大器等人戰鬥和合作後處事方式逐漸改變。
第3期虽然在美国，接受钟表店爷爷的请求在世界各地独自调查关于数码晶界的事件。
- 天野寧寧[9]

聲優：桑島法子（日本）、詹健兒（香港）、林筱玲（台湾）
率領著謎之軍團‧「Twilight」的美少女。目的是為了尋找最強的戰士，不時在大樹和桐葉之間的團隊勢力中予以插手。實際原因是骷髏騎士獸需要黑暗力量讓Darkness Loader甦醒，將寧寧的弟弟天野悠作為人質，命令寧寧以弟弟的Xros Loader幫忙收集黑暗力量。之後被大樹得悉此事救出迷茫的音音，在「Xros Heart」團隊的理念感動下，在第24話正式加入為「Xros Heart」一員，悠的Xros Loader也從原本的黑色變成淡紫色，持有權轉移到為寧寧身上。
第三期時到香港發展演藝事業。
- 天野悠[10]

聲優：沖佳苗（日本）、鄭麗麗（香港）、謝佼娟（台湾）
音音的弟弟，小学六年级学生（第三期以後為中一學生）。第一期中骷髏騎士獸需要黑暗力量讓Darkness Loader甦醒，被作為人質用作威脅音音幫忙收集黑暗力量。
第二期時提及來到數碼界前，過去年幼的悠討厭生老病死、不想面對痛苦，被骷髏騎士獸「誰都不會死、也不會受傷，數碼世界只是一個虛擬真實的遊戲世界」利用欺騙，因此被信以為真地和被擊暈的姊姊音音一起拉入數碼世界，最後令悠成為了Twilight的新指揮官。但日後因搭档不行獸戰死的打擊而醒悟，持有的Darkness Loader转变为黄色的Xros Loader悔改回到音音身邊。
在第三期時因為仰慕大器而進入大器就讀的中學，不行獸复活后加入了猎人的一方。
- 明石小進[11]

聲優：井上麻里奈（日本）、林丹鳳（香港）、邱佩轝（台湾）
男一号（第三期），东云东中學一年级學生（第三期），被钟表店爷爷给予了深红色的Xros Loader，成为數碼獸猎人的一员。和悠一起就讀大器學校的同班同學，加入大樹、悠組成的「Xros Heart」三人籃球隊，以超越大樹為目標。在偶然的情況下進入了數碼晶界，目睹了最上龍馬等人進行狩獵的情況，同時與膠龍獸相遇，因同樣想超越數碼世界的國王（大樹的搭檔高吼兽）而志氣相投成為搭档。令人意外地擅長料理，喜歡吃御好燒。表面既衝動又粗線條，其實激也有著溫柔的一面。
因大樹被龍馬（被晶界兽操縱時）暗下毒手，救回大樹後，並成功捕獲晶界兽。
- 最上龍馬[13]

聲優：柿原徹也（日本）、關令翹（香港）、何志威（台湾）
第三期登場，持有绿色的Xros Loader的銀髮少年，與蓮、愛琉組成獵人小組擔任軍師的角色。性格冷靜，不會因隊友意見不合或狩獵成績而打亂思考。知道大樹以前的事蹟，並對新人小進做某種程度的狩獵指導。是晶界兽（邪惡的存在）的搭档，也就是最終敵人，實際上被假裝成阿斯塔獸的晶界兽操縱。
- 戶張蓮

聲優：桑島法子（日本）、黃積權（香港）、謝佼娟（台湾）
第三期登場，龍馬的隊友，持有灰色的Xros Loader。性格冷漠，為了捕捉稀有的數碼獸而不惜傷害任何人。
- 州崎愛琉

聲優：潘惠美（日本）、何寶珊（香港）、林筱玲（台湾）
第三期登場，龍馬的隊友，持有粉色的Xros Loader。自稱「可愛獵人」，以捕捉可愛的數碼獸為狩獵目標，性格非常自我中心，同時也擅長計策和陷阱。疑似對天野悠有好感。

### 數碼獵人
- 真下英明

聲優：阪口周平（日本）、鄧港文（香港）、吳東原（台湾）
第三期登場，持有紫色的Xros Loader的東雲區少年。希望在狩獵中儲存足夠的資金開章魚燒店，對狩獵本身不感興趣。
- 船桥喜一

聲優：大本眞基子（日本）、蔡惠萍（香港）、林筱玲（台湾）
第三期登場，小進的同班同学，与小進一样被钟表店爷爷给予了Xros Loader。成为數碼獸猎人却不狩猎數碼獸，只要和大家一起乘坐机车头兽旅行。

### 歷代英雄
雖然標題為《穿越时空的少年猎人们》，但其設定並不是“猎人”，而是“英雄”。
- 八神太一

聲優：藤田淑子（日本）、伍秀霞（香港）、錢欣郁（台湾）
數碼獸大冒險的男一号，第68話以黑影登場，造型為系列第一作的打扮。
第76話再次登場，與大協助大器等人打倒「邪惡的存在」。
第78話再登場與歷代主角群一同對付晶界兽（邪惡的存在）所製造出來的究極吸血魔獸和貝利亞吸血魔獸。
- 本宮大輔

聲優：木内玲子（日本）、黃玉娟（香港）、林筱玲（台湾）
數碼獸大冒險02的男一号，第68話以黑影登場。
第78話登場時站在太一身旁，稱自己為「太一的後輩」。
第78話登場與歷代主角群一同對付晶界兽（邪惡的存在）所製造出來的究極吸血魔獸和貝利亞吸血魔獸。
- 松田啟人

聲優：津村真琴（日本）、陸惠玲（香港）、邱佩轝（台湾）
數碼獸馴獸師的男一号，第68話以黑影登場。
第78話登場與歷代主角群一同對付晶界兽（邪惡的存在）所製造出來的究極吸血魔獸和貝利亞吸血魔獸。
- 神原拓也

聲優：竹內順子（日本）、袁淑珍（香港）、林筱玲（台湾）
數碼獸最前线的男一号，第68話以黑影登場。
第78話登場與歷代主角群一同對付晶界兽（邪惡的存在）所製造出來的究極吸血魔獸和貝利亞吸血魔獸。
- 大門大

聲優：保志總一朗（日本）、李致林（香港）、鄒韋（台湾）
數碼獸拯救者的男一号，第68話以黑影登場。
第76話再次登場，與太一協助大器等人打倒「邪惡的存在」。
第78話再登場與歷代主角群一同對付晶界兽（邪惡的存在）所製造出來的究極吸血魔獸和貝利吸血魔獸。
- 石田大和

數碼獸大冒險的男二号，造型為系列第一作的打扮。
第78話與搭档鋼鐵加魯魯獸再登場，讓鋼鐵加魯魯獸與太一的戰鬥暴龍獸進行合體，共同戰鬥。
- 太刀川美美

數碼獸大冒險的女主角之一，造型為系列第一作的打扮。
第76話與搭档巴魯獸再登場,與留姬協助切羽及音音打倒香港的「邪惡的存在」。
- 城戶丈

聲優：菊池正美（日本）、馮錦堂（香港）、吳東原（台湾）
數碼獸大冒險的男主角之一，造型為系列第一作的打扮。
第78話以黑影姿態與搭档哥瑪獸再登場，在另外一個地方協助當地的人打倒「邪惡的存在」。
- 一乘寺賢

聲優：朴璐美（日本）、林丹鳳（香港）、劉明勳（台湾）
數碼獸大冒險02的男主角之一。
第78話與搭档飛蟲獸登場，讓飛蟲獸與大輔的V仔獸進行合步進化，共同戰鬥。
- 牧野留姬

聲優：折笠富美子（日本）、凌晞（香港）、謝佼娟（台湾）
數碼獸馴獸師的女一号。
第76話與搭档妖狐獸再登場，與美美協助切羽及音音打倒香港的「邪惡的存在」。
- 冰見友樹

聲優：渡邊久美子（日本）、林元春（香港）、林筱玲（台湾）
數碼獸最前线的男主角之一。
第78話以冰熊獸的姿態登場和其他同伴與拓也進行古魂進化（Ancient Spirit Evolution），共同戰鬥。
- 在第78话以黑影姿态登场的其他历代人物和数码兽：武之内空和迦楼罗兽、别西卜兽和貝西摩斯、井上京和亚古拉兽、野口郁人和渡鸦兽、撒多格杜兽（李良）、电光兽（柴山纯平）、火田伊织和战甲兽、玛格纳加鲁鲁兽（源辉二）、天使兽、天女兽、正义兽（秋山辽[注 3]）。

### 其他
- 钟表店爷爷/巴古拉獸[16]

聲優：草尾毅（日本）、張炳強（巴古拉獸）→黃子敬（钟表店爷爷）（香港）、鄒韋（巴古拉獸）→吳東原（钟表店爷爷）（台湾）
巴古拉軍最高統帥（皇帝）。
初登场於第21話。於第53話因跟自己的弟弟暗黑騎士獸的力量太過懸殊，而反噬暗黑騎士獸並成為暗黑巴古拉獸，最後於第54話被高吼兽X7上級形态給秒殺。
第三期因剩余数据而變成「钟表店爷爷」（於第79話暗示其身分），其助手為時鐘獸。給予小進、贵一等人新的Xros Loader以及數碼狩獵的規則，來歷用意皆不明。自身使用黑色的Xros Loader。
招式：「超次元風暴」。
- 貴橋麻美

聲優：須藤祐實（日本）、羅孔柔（香港）
第三期登場，小進的同班同學，同时是悠的狂熱粉絲，並與其他兩名女同學組成悠的「親衛隊」。經常抱怨小進不懂得處事待人，不過私下還是很關心小進。
- 天野琴音

音音的妹妹，7歲時失蹤並迷失在數碼世界，受制於暗黑騎士獸陷入沉睡，後併入為Xros Heart的一員。
僅於本作漫画中登場，且作为音音唯一的在世亲人，意味着她在本作漫画中替代了动画天野悠的角色。在大魔殿运用精神力量，引导了麻雀獸超进化。

## 數碼獸

### Xros Heart
以工藤大器為中心的隊伍，在第54話成功聯同Blue Flare打敗巴古拉軍最高統帥巴古拉獸保護世界。第55話開始為一支籃球隊，同時進行數碼獸狩獵。

#### 大器所屬
- 高吼兽（Shoutmon）[17]

聲優：坂本千夏（日本）、袁淑珍（香港）、吳東原（台湾）
本作品數碼獸主角之一。
Xros Heart的主要數碼獸，小龍型。是個自信心過剩的熱血小子，夢想是成為數碼獸之王。
初出現於第1話。
招式：「搖滾之魂（Rock Tamashii）」
「靈魂粉碎波（Soul Crusher）」
「搖滾勁歌手（Rowdy Rocker）」
- 高吼兽X2（ShoutmonX2）

高吼兽及弩機獸進行DigiXros後合體的數碼獸。
初出現於第2話。
招式：「摯友衝擊波（Buddy Blaster）」
「手臂碎甲擊（Arm Bunker）」
「眼部雷射（Optic Laser）」
「神殿火神炮（Miyabarukan）」
- 高吼兽X3（ShoutmonX3）

高吼兽、弩機獸及多路路獸進行DigiXros後合體的數碼獸。
初出現於第6話。
招式：「三體必勝波（Three Victories）」
「勝利迴旋鏢（Victorize Boomerang）」
- 高吼兽X4（ShoutmonX4）

高吼兽、弩機獸﹑多路路獸﹑星星兽及多隻銀色撥片獸進行DigiXros後合體的數碼獸。
初出現於第6話。
招式：「三體必勝波（Three Victories）」
「恆星粉碎者（Burning Star Crusher）」
「三體必勝波（Three Victories）」
「勝利迴旋鏢（Victorize Boomerang）」
「火神炮」
- 高吼兽X4K（ShoutmonX4K）

高吼兽X4﹑騎士獸及多隻白色兵棋獸進行DigiXros後合體的數碼獸。
與X4相比，左手多出了騎士獸背後的盾牌（但標誌從希望徽章改為Xros Heart的徽章）、右手原持的Star Sword也變更為與騎士獸的劍相似的大劍，背後更多出披風般的裝飾，模樣變得更像是騎士。
初出現於第11話。
招式：「恆星粉碎者（Burning Star Crusher）」
「勝利迴旋鏢（Victorize Boomerang）」
- 高吼兽X4B（ShoutmonX4B）

高吼兽X4及墮天地獄獸進行DigiXros後合體的數碼獸。
初出現於第15話。
招式：「混沌火焰（Chaos Flare）」
- 高吼兽X4S（ShoutmonX4S）

高吼兽X4及斯巴達獸進行DigiXros後合體的數碼獸。
初出現於第27話。
招式：「勝利勇者（Victory Brave）」
- 高吼兽X5（ShoutmonX5）

高吼兽X4及麻雀獸進行DigiXros後合體的數碼獸。
初出現於第17話。
招式：「流星粉碎擊（Meteor Buster Attack）」
「流星衝擊（Meteor Impact）」
「衝擊光（Impact Laser）」
- 高吼兽X5B（ShoutmonX5B）

高吼兽X4B及麻雀獸進行DigiXros後合體的數碼獸。
初出現於第26話
招式：「爆裂激突疾風彈（Burst Dash Stream）」
「混沌火焰（Chaos Flare）」
「5B必勝波（5B Victorize）」
- 奧米加高吼兽（OmegaShoutmon）

全靠陽本明的勇氣之心和劍善次郎的友情之心，給予了工藤大樹Xros Loader新力量，使高吼兽可進化成奧米加高吼兽。
初出現於第30話。
招式：「勁爆搖滾之魂（Hard Rock Tamashii）」
「劇烈衝擊（Beat Slash）」
「重金屬機關炮（Heavy Metal Vulcan）」
「奧米加融合（Omega the Fusion）」
- 高吼兽DX（ShoutmonDX）

奧米加高吼兽及吉克暴龍獸（借助黑大耳獸的力量）進行Double Xros後合體的數碼獸。
初出現於第34話。
招式：「三齒精準尖牙（Trident Justfang）」
「勝利傾斜（Victorize Banking）」
「搖滾勇者擊 雙重合體（Brave Beat Rock Double Xros）」
「Hyper Rock Magnum」(只出現一次)
- 高吼兽X7（ShoutmonX7）

奧米加高吼兽、吉克暴龍獸、弩機獸、多路路獸、星星兽、撥片獸、麻雀獸進行Great Xros之後的數碼獸。
初出現於第43話。
招式：「七體必勝波（Seven Victories）」
「Xros Burning Rocker」
「Double Flare Blaster」
「七體必勝波最大」
- 高吼兽X7上級形态（ShoutmonX7 SuperiorMode）

高吼兽、吉克暴龍獸、Xros Heart和Blue Flare的數碼獸、DigiMemory傳說中的數碼獸以及其他善良的數碼獸進行Final Xros之後的數碼獸。
招式：「Final Xros Blade」
- 多魯路加農炮（Dorulu Cannon）

高吼兽及多路路獸進行DigiXros後合體的數碼獸。
初出現於第9話。
- 噴射機麻雀（Jet Sparrow）

高吼兽及麻雀獸進行DigiXros後合體的數碼獸。
初出現於第23話。
招式：「空氣炮（Air Shooter）」
「等離子破壞波（Plasma Blaster）」
- 合體升級

- 多魯路加農炮（Dorulu Cannon）

奧米加高吼兽及多路路獸進行DigiXros後合體的數碼獸。
與前期稱不同的是，多魯路加農炮應單指由多路路獸轉變成之武器，而非與高吼兽合體而成一隻數碼獸，因此高吼兽/奧米加高吼兽也能使用多魯路加農炮。
- 高吼兽×木偶獸（Shoutmon×Puppetmon）

高吼兽背後裝有木偶獸的木十字架。
- 高吼兽×小烏龜獸（Shoutmon×ChibiKamemon）

高吼兽全身裝有小烏龜獸的装備，可以進行潛水。
- 弩機獸（Ballistamon）

聲優：草尾毅（日本）、陳卓智（香港）、鄒韋（台湾）
初出現於第1話。
招式：「破壞角擊（Horn Breaker）」
「低音炮攻擊（Heavy Speaker）」
- 暗黑音量獸（DarkVolumon）

為弩機獸的原本形態。
初出現於第40話。
- 弩巴斯迪獸（BalliBastemon）

聲優：鄒韋（台灣）、陳卓智（香港）
弩機獸及巴斯迪獸進行DigiXros後合體的數碼獸。
初出現於第23話。
招式：「Belly Balli Dance（Belly Balli Dance）」
「貓音炮攻擊（Cat Speaker）」
「超音速舞蹈（Sonic Dancing）」
- 多路路獸（Dorulumon）

聲優：櫻井孝宏（日本）、劉奕希（香港）、劉明勳（台湾）
初出現於第2話。
招式：「鑽角爆破擊（Drill Buster）」
「多魯路龍捲風（Doruru Tornado）」
「鑽角利刃擊（Drill Blader）」
- 星星兽（Starmon）

聲優：島田敏（日本）、鄧志堅（香港）、謝佼娟（台湾）
初出現於第1話。
招式：「流星風暴（Meteor Storm）」
「向星星許願（Wish Upon A Star）」
- 撥片獸（Pickmon）

聲優：菊池心（日本）、張頌欣（香港）
初出現於第1話。
招式：「流星風暴（Meteor Storm）」
- 公公獸（Jijimon）

聲優：島田敏（日本）、盧國權（香港）、劉明勳（台湾）
Green Zone開始登場，是Green Zone的長老。
初出現於第1話。
- 太鼓獸（Dondokomon）

聲優：櫻井孝宏（日本）、巫哲棋（香港）
初出現於第2話。
招式：「太鼓音頭（Dondoko Ondo）」
「亂打急進（Midareuchi Rush）」
「極太鼓（Kiwame Daiko）」
- 小烏龜獸（ChibiKamemon）

聲優：白石涼子（日本）、黃淑芬→羅杏芝（香港）、邱佩轝（台湾）
於第6話加入Xros Heart。初出現於第4話。
- 高力公公烏龜獸（GoleJijiKamemon）

高力兽、公公兽及小乌龟兽進行DigiXros後合體的數碼獸。
初出現於第54話。
- 小撥片獸（Chibickmon）

聲優：菊池心（日本）
初出現於第5話。
招式：「小巧玲瓏（Chinchikurinrin）」
「甜言蜜語（Petit Sugar Plum）」
- 可愛獸（Cutemon）

聲優：桑島法子（日本）、何寶珊（香港）、林筱玲（台湾）
初出現於第2話。不擅於戰鬥，但治療的能力卻非常強。很喜歡多路路獸和陽本明里，常跟著對方。
招式：「治療傷口（Kizunaol）」
「終極超聲波（Ultrasonic Wave）」
- 巨大萌萌獸

萌萌獸﹑公公獸﹑太鼓獸﹑小烏龜獸﹑兵棋獸﹑騎士獸及巴斯迪獸進行DigiXros後合體的數碼獸。
初出現於第44話。
招式：「重型音速振盪」
- 兵棋獸（PawnChessmon）

於第11話加入Xros Heart。
初出現於第10話。
- 騎士獸（Knightmon）

聲優：寺杣昌紀（日本）、張炳強／蕭徽勇（香港）
於第10話加入Xros Heart。
初出現於第10話。
招式：「將軍破（Checkmate Break）」
- 騎士獸 智劍形态

騎士獸及鏡影獸進行DigiXros後合體的數碼獸。
初出現於第54話。
- 巴斯迪獸（Bastemon）

聲優：河西智美（日本）、黃淑芬（香港）、邱佩轝（台湾）
於第10話加入Xros Heart。
初出現於第10話。
- 左輪獸（Revolmon）

聲優：皆川純子（日本）、林芷筠（香港）、邱佩轝（台湾）
於第14話加入Xros Heart。
初出現於第12話。
招式：「正義彈丸（Justice Bullet）」
- 地魔神獸（Baalmon）→墮天地獄獸（Beelzemon）

聲優：岸尾大輔（日本）、李凱傑（香港）、劉明勳（台湾）（地魔神獸）／何志威（墮天地獄獸）（台湾）
本為守護Sand Zone的「女神戰士團」之一員，在女神戰士團因莉莉絲獸的謀略而崩潰後，為了向莉莉絲獸報仇，於是加入巴古拉軍伺機而動。在領悟到身為其師的天使獸的指導後，為了守護高吼兽X4K而戰死，卻得到新力量而轉生成墮天地獄獸。
於第15話加入Xros Heart。
初出現於第14話。
招式：「死亡加農炮（Death the Cannon）」
- 墮天地獄獸+星星兽（Beelzemon + Starmons）

墮天地獄獸﹑星星兽及多隻銀色撥片獸進行DigiXros後合體的數碼獸。
初出現於第19話。
- 墮天地獄獸+左輪獸（Beelzemon + Deputymon）

墮天地獄獸及左輪獸進行DigiXros後合體的數碼獸。
初出現於第26話。
招式：「螺旋式死亡加農炮（Death the Cannon Spiral）」
- 鏡影獸（Wisemon）

聲優：速水獎（日本）、劉昭文（香港）
為知識的探求者，並隱居於數碼空間中的書內，日夜進行研究。因為書被特殊的力量守護著，在數碼空間都不會粒子化而消失。於第22話加入Xros Heart。
初出現於第22話。
- 顯示屏獸（Monitamon）

於第24話加入Xros Heart。
與寧寧的不同，穿紅色服裝。
- 花仙獸（Lilimon）

聲優：桑島法子（日本）、黃瑩瑩（香港）
本為Green Zone的居民及高吼兽的青梅竹馬。於數碼世界落入巴古拉軍後，成為Dragon Land的居民。於第32話加入Xros Heart。
初出現於第6話。
- 木偶獸（Puppetmon）

聲優：難波圭一（日本）、巫哲棋（香港）、劉明勳（台灣）
Dust Zone的居民。初出現於第20話。有著只要一說謊鼻子就會變長的特性！因為身處環境所以變得只會騙人而不信任他人，初期為了離開灰塵地區而搶走大器的Xros Loader給大機車獸，但自己最終也被騙了後被大器等人解救後所感動，最後與大器等人成為朋友。在第三期再次登場，但不知為何失去了原有的記憶，並希望成為最強的數碼獸。因此引誘大器學校裡的機器人社成員，利用他們希望成為全國第一的夢想而讓他們製造了究極破壞龍獸，但在大器和高吼兽的努力下使木偶獸恢復原狀，並幫助大器他們捕獵暴走的究極破壞龍獸，之後就進入了大器Xros Loader裡，就此成為大器的夥伴之一。
招式：「彈丸錘擊（Bullet Hammer）」

#### 音音所屬
- 麻雀獸（Sparrowmon）

聲優：菊池心（日本）、羅杏芝、鄭麗麗（代配）（香港）、邱佩轝（台湾）
於第24話加入Xros Heart。
初出現於第11話。
招式：「翼刃（Wing Edge）」
「散射雷射（Random Laser）」
- 顯示獸

有時候會像玩偶般被寧寧捧在手上。
在第54話使用招式突破令寧寧瞬间移动。
招式：「突破（Toppa）」
- 顯示屏獸（Monitamon）

聲優：丸山優子（日本）、羅孔柔（香港）、邱佩轝→何志威（台湾）
於第24話加入Xros Heart。
初出現於第1話結尾的索敵功能。
招式：「火彈（Kadan）」
「水龍（Suiryu）」
「電閃（Densen）」
「風車（Kazaguruma）」
「索敵（Sakuteki）」
- 高清顯示屏獸（Hi-Vision Monitamon）

由三隻顯示屏獸進行DigiXros後合體的數碼獸。
初出現於第24話。
招式：「業火彈（Goukadan）」
「爆水龍（Bakusuiryū）」
「暴風車（Boufūsha）」
「雷電閃（Raidensen）」
- 梅爾瓦獸（Mervamon）

聲優：白石涼子（日本）、劉惠雲（香港）、謝佼娟（台湾）
是伊古尼特獸的姐姐，於第36話加入Xros Heart。
初出現於第35話。
- 噴射梅爾瓦獸（JetMervamon）

梅而瓦獸及麻雀獸進行DigiXros後合體的數碼獸。
初出現於第35話。
招式：「心碎衝擊（Heartbreak Shot）」
「性感炸裂擊（Sexy Dynamites）」
「香辛痛楚之愛（Spicy Hard Love）」
- 梅爾瓦獸 廣域高清劍（Mervamon Wise-Hi-Vision-Sword）

梅而瓦獸﹑鏡影獸及高清顯示屏獸進行DigiXros後合體的數碼獸。
初出現於第37話。

#### 悠所屬
- 不行獸（Damemon）

聲優：菊池正美（日本）、吳羨婷（不行獸）／巫哲棋（強者獸及致命強者獸）（香港）、劉明勳（台湾）
表面上為莉莉絲獸手下，事實是暗黑騎士獸麾下的大將，初出現於第25話。
於邪惡的死亡指揮官與七個王國篇，成為了天野悠的保鑣，因而加入了Twilight，後來因為保護悠而死去。
於第59話，因悠堅強的心引導下使其重生。
招式：「數碼忍法 武人變化」
- 強者獸（Tuwarmon）

聲優：巫哲棋（香港）
不行獸利用招式「數碼忍法 武人變化」變成的。
在第三期時則改成必須藉由超進化的力量才能變成這個姿態。
初出現於第26話。
招式：「煙霧亂舞（Smokin' Boogie）」
「忍法風神波」
- 巨星獸（Superstarmon）

聲優：三矢雄二（日本）、鄒韋（台灣）
是一隻突然變異型數碼獸。
初出現於第63話。
- 黑色戰車獸（RookChessmon）

聲優：佐佐木望（日本）、何志威（台灣）
初出現於第74話。

#### 小進所屬
- 膠龍獸（Gumdramon）

聲優：渡辺久美子（日本）、陸惠玲（香港）、劉明勳（台湾）
本作品數碼獸主角之一。
是一隻以超越高吼兽為目標的數碼獸，自稱為「數碼世界第一的搗蛋鬼」，初出現於第55話。
- 捕獵龍獸（Arresterdramon）

由膠龍獸超進化而成，初出現於第55話。
裝甲由特殊橡膠組成，背部雙翼給予其高速飛行能力。尾巴部分呈錨狀，可作武器之用。
- 合體升級

- 捕獵龍獸×鋼鐵巨龍獸（Arresterdramon×MetalTyranomon）

- 捕獵龍獸×沙僧獸（Arresterdramon×Sagomon）

- 膠龍獸×劍道獸（Gumdramon×Kotemon）

- 捕獵龍獸×杜賓犬獸（Arresterdramon×Dobermon）

- 捕獵龍獸×麻雀獸（Arresterdramon×Sparrowmon）

- 鋼鐵巨龍獸（MetalTyranomon）

聲優：岸尾大輔（日本）
為激第一隻捕獲之數碼獸，初出現於第55話。
- 沙悟獸（Sagomon）

聲優：千葉繁（日本）
初出現於第56話。
- 究極破壞龍獸（Giga Breakdramon）

聲優：岸尾大輔（日本）
是一隻機龍型數碼獸，具有究極破壞力。
初出現於第57話。
- 暴羅剎獸（Blossmon）

聲優：草尾毅（日本）
是一隻有很多觸手的植物型數碼獸。
初出現於第58話。
- 劍道獸（Kotemon）

聲優：納谷六朗（日本）、李鎮然（香港）
是一隻爬蟲型數碼獸，以數碼世界一流劍士為目標。
初出現於第60話。
- 柏古獸（Pagumon）

聲優：西村千奈美（日本）、羅杏芝（香港）
是一隻小型數碼獸，能隨意使用頭上像耳朵的東西。
喜歡惡作劇愚弄別人。
初出現於第61話。
- 哈比獸（Harpymon）

聲優：櫻井孝宏（日本）、陳成港（香港）
初出現於第64話。
- 烈焰巫師獸（Fla-Wizardmon）

聲優：阪口大助（日本）、李錦綸（香港）
初出現於第65話。
- 奧加獸（Orgemon）

聲優：大友龙三郎（日本）、鄒韋（台灣）
初出現於第66話。
- 庫加獸（Fugamon）

聲優：高户靖广（日本）、張裕東（香港）、何志威（台灣）
初出現於第66話。
- 菲利斯獸（Feresumon）

聲優：崛川亮（日本）、張錦江（香港）、何志威（台灣）
初出現於第69話。
- 變裝獸（Betsumon）

聲優：佐藤正治（日本）、李致林（香港）
初出現於第71話。
- 繪圖獸（Ekakimon）

聲優：山口胜平（日本）、何志威（台灣）
初出現於第72話。
- 達高獸（Dagomon）

聲優：饭冢昭三（日本）、陳卓智（香港）
初出現於第73話。
- 魔彈獸（Sefirotmon）

聲優：岸尾大輔（日本）
初出現於第75話。
- 鬼牌獸（Jokermon）

聲優：高木涉（日语）、張錦江（香港）
初出現於第75話。

### Blue Flare（藍色閃光）

#### 切羽所屬
- 暴龍獸（Greymon）

聲優：草尾毅（日本）、張炳強（香港）、鄒韋（台灣）
初出現於第1話。
招式：「爆裂之尾（Blaster Tail）」
「號角衝擊（Horn Strike）」
- 機械暴龍獸（MetalGreymon）

暴龍獸及鎧甲巴多拉獸進行DigiXros後合體的數碼獸。
初出現於第2話。
招式：「千兆毀滅（Giga Destroyer）」
「三叉戟腕擊（Trident Arm）」
- 吉克暴龙兽（ZeekGreymon）

因為蒼沼桐葉的不屈服及不放棄精神，喚醒Xros Loader的新力量，使機械暴龍獸進化成吉克暴龙兽。
初出現於第32話。
招式：「毀滅粉碎炮（Destroy Smasher）」
「最終急突（Final Strikes）」
- 機械暴龍獸+電子發射器（MetalGreymon + Cyber Launcher）

機械暴龍獸及科學飛龍獸進行DigiXros後合體的數碼獸。
初出現於第21話。
招式：「電子發射器（Cyber Gigantic Launcher）」
- 战舰龙兽（DeckerGreymon）

機械暴龍獸及戰艦龍獸進行DigiXros後合體的數碼獸。
初出現於第25話。
招式：「電子裂刃擊（Cyber Blader）」
「等離子戰艦級發射器（Plasma Deckerdra-Launcher）」
- 鎧甲巴多拉獸（MailBirdramon）

聲優：岸尾大輔（日本）、馮錦堂（香港）
初出現於第1話。
招式：「等離子加農炮（Plasma Cannon）」
「三叉戟尾擊（Trident Tail）」
「夜鷹（Nighthawk）」
- 鎧甲巴多拉獸+高力獸（MailBirdramon + Golemon）

鎧甲巴多拉獸及高力獸進行DigiXros後合體的數碼獸。
初出現於第3話。
- 高力獸（Golemon）

初出現於第3話。
- 科學飛龍獸（CyberDramon）

聲優：草尾毅（日本）、鄒韋（台灣）
初出現於第12話。
招式：「電子烈刃擊（Cyber Blader）」
「死亡切割擊（Death Divider）」
「尖鋒利爪（Glutton Fang）」
「抹消利爪（Eraser Claw）」
- 戰艦龍獸（DeckerDramon）

聲優：矢田耕司（日本）、劉昭文（香港）、吳東原（台灣）
初出現於第18話，於第43話為了阻止切羽攻擊大器並幫切羽和Xros Heart的成員擋下「土神之重力獸」的攻擊而犧牲。最後於第54話復活。
招式：「戰艦級發射器（Deckerdrauncher）」
「甩尾重擊（Heavy Tailhook）」
- 戰艦龍獸 漂浮形态（DeckerDramon Float Mode）

聲優：矢田耕司（日本）
初出現於第40話。
- 龍仔獸（Dracomon）

聲優：浦和惠（日本）、陳灝瑋（香港）
為Dragon Land的居民，於第32話加入Blue Flare。
初出現於第31話。
- 氣龍獸（Gaossmon）

初出現於第25話。
- 兵棋氣龍獸

氣龍獸及兵棋獸進行DigiXros後合體的數碼獸。
初出現於第54話。
- 火山龍獸（Volcdramon）

初出現於第78話

### Twilight（黃昏）
- 骷髏騎士獸（SkullKnightmon）

聲優：小杉十郎太（日本）、盧國權（香港）、鄒韋（台灣）
利用天野的弟弟悠作威脅，要天野寧寧幫忙收集黑暗力量，讓Darkness Loader甦醒。
初出現於第19話。
- 暗黑騎士獸（DarkKnightmon）

吳東原、鄒韋（部分話數）（台灣）
骷髏騎士獸及致命大斧獸進行DigiXros後合體的數碼獸。
於邪惡的死亡指揮官與七個王國篇，為巴古拉軍大魔殿提督，亦是巴古拉獸的弟弟，統領著巴古拉軍七名將軍。本來在巴古拉獸發動D5之際，趁機襲巴古拉獸並透露使用DigiXros力量的目的就是為了獲得巴古拉獸的能力。但最後因巴古拉兽早已察覺暗黑騎士獸的異心，反而於第53話其精神被巴古拉獸消滅，反噬成暗黑巴古拉獸。
初出現於第16話。
- 骷髏騎士獸 巨斧形态（SkullKnightmon Big Axe Mode）

骷髏騎士獸及致命大斧獸進行DigiXros後合體的數碼獸。
初出現於第19話。
- 超級暗黑騎士獸（Super DarkKnightmon）

暗黑騎士獸﹑喪屍暴龍獸及喪屍撤旦獸進行DigiXros後合體的數碼獸。
初出現於第21話。
- 無雙騎士獸（MusouKnightmon）

暗黑騎士獸及強者獸進行DigiXros後合體的數碼獸。
初出現於第37話。
招式：「超力鳴動波（Chouryoku Meidouha）」
- 致命大斧獸（DeadlyAxemon）

初出現於第19話。
- 喪屍暴龍獸（SkullGreymon）

聲優：草尾毅（日本）
初出現於第21話。
- 喪屍撤旦獸（SkullSatamon）

初出現於第21話。
- 守衛機器人獸（Guardromon）

初出現於第21話。
- 不行獸（Damemon）

詳見「Xros Heart」。
- 莉莉絲獸（Lilithmon）

詳見「巴古拉軍」三元士。
- 爆風獸（Blastmon）

詳見「巴古拉軍」三元士。
- 邪魔獸（Evilmon）

詳見「巴古拉軍」其他。

### Bagra Army（巴古拉軍）

#### 皇帝
- 巴古拉獸（Bagramon）[16]

詳見「钟表店爷爷/巴古拉獸」。

#### 提督
- 暗黑騎士獸（DarkKnightmon）

聲優：小杉十郎太（日本）、卢国权（香港）、吳東原（台湾）
詳見「Twilight」。

#### 三元士
- 戰策獸（Tactimon）

聲優：島田敏（日本）、馮錦堂（香港）、何志威（台湾）
巴古拉軍三元士之一，是三元士中最強的將軍，於第30話中在人類世界被奧米加高吼兽擊敗。
初出現於第1話。
招式：「壹之太刀（First Tachi）」
「貳之太刀（Second Tachi）」
「叁之太刀（Third Tachi）」
「種子島炮（Tanegashima）」
「鬼神突（Wild God's Thrust）」
「死之太刀（Death Tachi）」
- 莉莉絲獸（Lilithmon）

聲優：桑島法子（日本）、梁少霞（香港）、邱佩轝（台湾）
巴古拉軍三元士之一。
於第37話，被巴古拉獸指派加入Twilight，成為暗黑騎士獸的手下。
初出現於第1話。
- 爆風獸（Blastmon）

聲優：岸尾大輔（日本）、李錦綸（香港）、鄒韋（台湾）
巴古拉軍三元士之一。
於第37話，被巴古拉獸指派加入Twilight，成為暗黑騎士獸的手下，於第26話被高吼兽X5B給擊敗（不過只剩頭）。
初出現於第1話。
招式：「水晶之息（Crystal Breath）」
「極上鑽石尾擊（Diamond Tail）」
「最終斯巴貢拳（Final Subagon Punch）」

#### 七將軍
又称「死亡指挥官」（Death Generals），由大魔殿提督暗黑騎士獸所統領的七名將軍，自稱是沒有缺陷的數碼獸，喜歡聽到數碼獸的悲鳴響徹天際。於第50話被暗黑騎士獸用暗黑石的復活（其實只有復活身體，所有死亡指揮官的心在牢籠大陸），並合體成元帥獸（包括奥列格獸和阿波羅獸），於第51話再次被暗黑騎士獸合體成元帥獸（不過由於阿波羅獸的心被奧列格獸以外的五將軍消滅，加上奧列格獸的心已回到自己的身體上。因此只有五將軍合體元帥獸），最後五位將軍心智的甦醒導致元帥獸在高吼兽X7和奥列格獸的攻擊下陣亡。最終除了阿波羅獸和奥列格獸外，其他五將軍滅亡。
- 多盧比克獸（Dorbickmon）

聲優：堀秀行（日本）、周良鴻（香港）、何志威→鄒韋（第51话）（台灣）
被稱為「火烈之多盧比克獸」，為Dragon Land的統治者，所有部下都是龍型，最強的是黃龍獸。擁有能自由操縱地形的力量。弱點為龍哭之花。
初出現於第31話，最後在第32话被西結暴龍獸消滅。
招式：「龍胸火焰（Dragon Breath Tonic Fire）」
「暴君化石（Tyrant Collbrande）」
- 多盧比克獸 暗黑形态

聲優：堀秀行（日本）、周良鴻（香港）、鄒韋（台灣）
多盧比克獸及黃龍獸進行DigiXros後合體的數碼獸。
初出現於第31話。。
招式：「龍胸火焰（Dragon Breath Tonic Fire）」
- 新吸血魔獸（NeoVamdemon）

聲優：黑田崇矢（日本）、張方正（香港）、鄒韋（台灣）
被稱為「月光之新種吸血魔獸」，為Vampire Land的統治者。
擁有不死的能力，有別其手下的惡魔獸及女惡魔獸, 就算會被連環擊中也不會死去。弱點為傳說中的白色的垂耳兔兽。故此一直在垂耳兔兽的村莊搜索其。
初出現於第33話，最後在第34话因垂耳兔兽的犧牲而失去不死能力，並且被高吼兽DX消滅。
招式：「心臟奇襲（Cardiac Raid）」
「噩夢奇襲（Nightmare Raid）」
「巨型心臟奇襲（Giga Cardiac Raid）」
- 扎米埃爾獸（Zamielmon）

聲優：矢尾一樹（日本）、關令翹（香港）、鄒韋（台灣）
被稱為「木精之扎米埃尔獸」，為Honey Land的統治者。
因為吸食數碼之蜜，令原本龐大的身軀變得很細小，而且不論任何身型下速度都很快, 一般對手很難打中他。
初出現於第35話，最終第36話被高吼兽DX擊敗。
招式：「世界射擊（The World Shot）」
- 流獸（Splashmon）

聲優：綠川光（日本）、林筠翔（香港）、劉明勳／鄒韋（黑暗形态）（台灣）
被稱為「水虎之流獸」，為Cyber Land的統治者。
擁有變身能力，曾經變成萌萌獸、多路路獸、音音、大器誘騙大器等人，讓彼此變得不信任，後來還是被大器一行人識破，弱點是蒸發。
可以製造出各式各樣不同顏色的水精靈Drippin，其用途也不一樣，是激流獸唯一信賴的部下。
原形是一隻老虎，因為穿上了服裝變為人形。
初出現於第38話，最終於第39話被高吼兽DX消滅。
招式：「水珠溺杀（Bead-drown）」
「水流強壓（Hydro Pressure）」
「猛虎颱風（Tiger Typhoon）」
- 奥列格獸（Olegmon）

聲優：鹽屋浩三（日本）、鄧志堅（香港）、鄒韋（台灣）
被稱為「金賊之奥列格獸」，為Gold Land的統治者，同時是製造弩機獸（暗黑音量獸）的始作俑者。
可利用所喊出的口號「Gabo Gabo，萬歲，奧列古那」所產生的音階能篡改數碼獸體內的程式變成奥列格獸的部下。
另外左肩、右肩各有一個寶箱，當寶箱打開時，便出現兩位魔人史爾特爾、彌特加爾會助奥列格獸一臂之力。
性格看似孤傲殘暴，但實際上不同於除阿波羅獸以外的其他將軍的孤傲殘暴，他很重視伙伴。
初出現於第40話，41話被自己曾經的部下——弩機獸消滅，但與大器產生了伙伴之間的羈絆，更於第51話因重視夥伴而策反，與大樹等人一起回到大魔殿，是七將軍唯一一位自己的心回到自己身體裡的將軍，不過最後為了摧毀復甦之路而被元帥獸消滅。最後於第54話與阿波羅獸一起復活。
招式：「雙戰斧回旋斬（Dual Tomahawk Boomerang）」
「維京一擊（Viking Buffet）」
- 重力獸（Gravimon）

聲優：中原茂（日本）、張裕東（香港）、鄒韋（台灣）
被稱為「土神之重力獸」，為Canyon Land的統治者。
與其他將軍不同, 他擁有一支數量極度龐大的軍隊 (實力及類型各有不同)，Xros Heart一行人每次交鋒時不論用上任何戰略/組合，後來也會因數量不足逐漸處於下風。弱點為數碼核（重力獸的心臟）。
初出現於第42話，第44話被高吼兽X7初次擊敗之後的消滅之際將數碼核藏在大樹的左臂（大樹被誤認為是戰鬥中留下的傷口），最終攻擊桐葉時被大樹擋下將數碼核逼出，加上數碼核被桐葉破壞而被消滅。
招式：「重力高压（High Gravity Pressure）」
「八驭重力（Octa Gravity）」
- 阿波羅獸（Apollomon）

聲優：田中秀幸（日本）、蕭徽勇（香港）、何志威／鄒韋（45、49话部分橋段）（威斯伯特形态）（台灣）
被稱為「日輪之阿波羅獸」，為Bright Land的統治者。
也是唯一一位擁有正義之心的死亡指揮官，曾因為被迫用刑時都會廢除自己的右手謝罪（於第50、54話復活，且右手已復原）。
後來被巴古拉獸和暗黑騎士獸啟動以往植入的邪惡程式，變成邪惡的死亡指揮官耳语者。
初出現於第40話，於第50話只有邪惡部分復活（正義部分只有身軀），第51話甦醒，最後被阿波羅獸消滅，而阿波羅獸則也為了把大器為指揮官的Xros Heart和奥列格獸送回大魔殿被奥列格獸以外的5個死亡指揮官消滅。最後於第54話與奧列格獸一起復活。
| 死亡指挥官·巨死星      | 等级              | 类型              | 属性              | 曜日              | 星曜              | 所属军团          | 封号              | 封地              | 同属              |
| 巨死星·死亡指挥官      | 巨死星·死亡指挥官 | 巨死星·死亡指挥官 | 巨死星·死亡指挥官 | 巨死星·死亡指挥官 | 巨死星·死亡指挥官 | 巨死星·死亡指挥官 | 巨死星·死亡指挥官 | 巨死星·死亡指挥官 | 巨死星·死亡指挥官 |
| ---------------------- | ----------------- | ----------------- | ----------------- | ----------------- | ----------------- | ----------------- | ----------------- | ----------------- | ----------------- |
| 新种吸血魔兽           | 究极体            | 不死型            | 病毒              | 月曜日            | 月亮              | 月光军团          | 月光将军          | 吸血鬼大陆        | Ｎ／Ａ            |
| 新种吸血魔兽：黑暗形态 | Ｎ／Ａ            | Ｎ／Ａ            | Ｎ／Ａ            | 月曜日            | 月亮              | 月光军团          | 月光将军          | 吸血鬼大陆        | Ｎ／Ａ            |
| 多卢比克兽             | 究极体            | 龙人型            | 病毒              | 火曜日            | 火星              | 火烈军团          | 火烈将军          | 飞龙大陆          | Ｎ／Ａ            |
| 多卢比克兽：黑暗形态   | Ｎ／Ａ            | Ｎ／Ａ            | Ｎ／Ａ            | 火曜日            | 火星              | 火烈军团          | 火烈将军          | 飞龙大陆          | Ｎ／Ａ            |
| 流兽                   | 完全体            | 水栖兽人型        | 病毒              | 水曜日            | 水星              | 水虎军团          | 水虎将军          | 网际大陆          | Ｎ／Ａ            |
| 流兽：黑暗形态         | 完全体            | 水栖兽人型        | 病毒              | 水曜日            | 水星              | 水虎军团          | 水虎将军          | 网际大陆          | Ｎ／Ａ            |
| 扎米埃尔兽             | 完全体            | 魔人型            | 数据              | 木曜日            | 木星              | 木精军团          | 木精将军          | 蜂蜜大陆          | Ｎ／Ａ            |
| 奥列格兽               | 究极体            | 海兽型            | 疫苗              | 金曜日            | 金星              | 金贼军团          | 金贼将军          | 黄金大陆          | Ｎ／Ａ            |
| 重力兽                 | 完全体            | 不明              | 病毒              | 土曜日            | 土星              | 土神军团          | 土神将军          | 峡谷大陆          | Ｎ／Ａ            |
| 重力兽：黑暗形态       | Ｎ／Ａ            | Ｎ／Ａ            | Ｎ／Ａ            | 土曜日            | 土星              | 土神军团          | 土神将军          | 峡谷大陆          | Ｎ／Ａ            |
| 死亡指挥官             |                   |                   |                   |                   |                   |                   |                   |                   |                   |
| 阿波罗兽               | 究极体            | 神人型            | 疫苗              | 日曜日            | 太阳              | 日轮军团          | 日轮将军          | 光辉大陆          | 奥林匹斯十二神族  |
| 阿波罗兽：耳语者       | 究极体            | 神人型            | Ｎ／Ａ            | 日曜日            | 太阳              | 日轮军团          | 日轮将军          | 光辉大陆          | Ｎ／Ａ            |
| 阿波罗兽：黑暗形态     | Ｎ／Ａ            | Ｎ／Ａ            | Ｎ／Ａ            | 日曜日            | 太阳              | 日轮军团          | 日轮将军          | 光辉大陆          | Ｎ／Ａ            |
| 死亡指挥官·合体        |                   |                   |                   |                   |                   |                   |                   |                   |                   |
| 元帥獸                 | 究极体            | 特异型            | Ｎ／Ａ            | 日月金木水土      | 日月金木水土      | 日月金木水土      | 破坏神            | 牢笼大陆          | Ｎ／Ａ            |

#### 其他
- 邪魔獸（Evilmon）

為爆風獸及莉莉絲獸手下。
於第37話，因為要跟隨爆風獸及莉莉絲獸，被指派加入Twilight，成為暗黑騎士獸的手下。
初出現於第12話。

### Hero（歷代英雄）

#### 太一所屬
- 亞古獸（Agumon）

聲優：坂本千夏（日本）、陆惠玲（香港）、劉明勳（台湾）
成長期，初出現於第68話，伴隨太一一起以黑影的形式登場。
- 戰鬥暴龍獸（Wargreymon）

聲優：曹启谦→陈欣（香港）、何志威（台湾）
究極體，由亞古獸究極進化而成，初出現於第76、78話。
招式：「蓋亞能量炮」
- 奧米加獸（Omegamon）

究極體，初出現於第78、79話。

#### 大輔所屬
- V仔獸（V-mon）

成長期，初出現於第68話，伴隨大輔一起以黑影的形式登場。
- 金甲龍獸（Magnamon）

- 帝皇龍甲獸・龍形態（Imperialdramon Dragon Mode）
帝皇龍甲獸・戰士形態（Imperialdramon Fighter Mode）

究極體，初出現於第78、79話。

#### 啟人所屬
- 基爾獸（Guilmon）

成長期，初出現於第68話，伴隨啟人一起以黑影的形式登場。
- 紅蓮騎士獸（Dukemon）

究極體，初出現於第78、79話。
- 紅蓮騎士獸・真紅蓮形态（Dukemon Crimson Mode）

由紅蓮騎士獸與格拉尼（聲優：菊池正美（日本）、张裕东（香港））融合而成。

#### 拓也所屬
初出現於第68話，由於在「數碼獸最前线」的故事中並沒有搭档數碼獸的設定，因此在第68話只有拓也是獨自一人以黑影的形式登場。
- 阿耆尼兽（Agunimon）

初出現於第79話，在各人要回到自己世界時，與拓也同時登場。
- 阿尔达兽（Aldamon）

- 金剛武神獸（Susanoomon）

究極體，初出現於第78、79話。

#### 大所屬
- 亞古獸（Agumon）

成長期，初出現於第68話，伴隨大一起以黑影的形式登場。
- 閃光暴龍獸（Shinegreymon）

聲優：松野太紀（日本）、陳欣（香港）、劉明勳（台湾）
究極體，由亞古獸究極進化而成，初出現於第76、78、79話。
招式：「光輪爆破」
- 閃光暴龍獸‧爆裂形态（Shinegreymon Burst Mode）

#### 大和所屬
- 鋼鐵加魯魯獸（Metarugarurumon）

究極體，成長期為加布獸，初出現於第78話。
- 奧米加獸（Omegamon）

究極體，初出現於第78、79話。

#### 光子郎所屬
- 甲虫兽（Tentomon）

聲優：樱井孝宏（日本）、林保全（香港）
成長期，初出現於第78話。

#### 美美所屬
- 巴魯獸（Palmon）

成長期，初出現於第76話。

#### 丈所屬
- 哥瑪獸（Gomamon）

聲優：竹內順子（日本）、张裕东（香港）
成長期，初出現於（黑影姿態）第78話。

#### 賢所屬
- 飛蟲獸（Stingmon）

成熟期，成長期為蟲蟲獸，初出現於第78話。
- 帝皇龍甲獸・龍形態（Imperialdramon Dragon Mode）
帝皇龍甲獸・戰士形態（Imperialdramon Fighter Mode）

究極體，初出現於第78、79話。

#### 留姬所屬
- 妖狐獸（Renamon）

成長期，初出現於第76話。

#### 其他所屬
- 在第78话以黑影姿态登场的其他历代人物和数码兽：武之内空和迦楼罗兽、别西卜兽和貝西摩斯、井上京和亚古拉兽、野口郁人和渡鸦兽、撒多格杜兽（李良）、电光兽（柴山纯平）、火田伊织和战甲兽、玛格纳加鲁鲁兽（源辉二）、天使兽、天女兽、正义兽（秋山辽[注 4]）。

### Digimon Hunter（數碼獵人）

#### 龍馬所屬
- 迷幻獸（Psychemon）

聲優：樱井孝宏（日本）、陳成港（香港）、吳東原（台灣）
是一隻爬蟲型數碼獸，與前幾作的加布獸相似，但名稱卻大大不同。
- 亞斯塔獸（Astamon）

由迷幻獸超進化而成，初出現於第55話，真正身分為晶界兽。
真正的亞斯塔獸已經被晶界兽吸收資料。
- 薯仔獸（Jyagamon）

初出現於第61話。
- 三角龍獸（Triceramon）

初出現於第77話。
- 沙路比獸（Cerberumon）

初出現於第78話。

#### 蓮所屬
- 德古獸（Draculamon）

聲優：岸尾大輔（日本）、周良鴻（香港）
能把人心裡陰暗的慾望表面化並加以操縱，並能吸收這種力量。
- 夜叉獸（Yaksamon）

由德古獸超進化而成，初出現於第60話。
外形為夜叉模樣，雙手持有木刀，背後揹著進化前主體的毛娃娃。
- 變色龍獸（Chamelemon）

初出現於第58話。
- 海豚獸（Rukamon）

初出現於第58話。
- 死神獸（Fantomon、Phantomon）

初出現於第58話。
- 入侵獸（Vademon）

初出現於第58話。
- 怪蛙皇獸（Tonosama Gekomon）

初出現於第58話。
- 分子獸（Nanomon）

初出現於第58話。
- 毛人獸（Mojyamon）

初出現於第58話。
- 巨雞獸（Cockatrimon）

初出現於第58話。
- 麋鹿獸（Moosemon）

初出現於第58話。
- 天鵝獸（Swanmon）

初出現於第58話。
- 基米拉獸（Chimairamon）

初出現於第58話。
- 蛇頸龍獸（Plesiomon）

初出現於第58話。
- 蛋蛋獸（Digitamamon）

初出現於第58話。
- 巨大豆豆獸（Big Mamemon）

初出現於第58話。
- 猛鬼獸（Bakemon）

初出現於第58話。
- 亞伯獸（Nanimon）

初出現於第58話。
- 翼龍獸（Pteranomon）

初出現於第67話。
- 小惡魔獸（Pico Devimon）

初出現於第77話。

#### 愛琉所屬
- 負鼠獸（Opossummom）

聲優：白石凉子（日本）、成瑤孆（香港）、謝佼娟（台湾）
是一隻獸型數碼獸，能變出氣球令其飛起。
- 豬八戒獸（Cho-Hakkaimon）

由負鼠獸超進化而成，初出現於第59話。
是一隻人型數碼獸，外面穿上一套豬服飾。
- 合體升級

- 負鼠獸×蠟燭獸（Opossummom×Candmon）

- 蠟燭獸（Candmon）

- 寄生蟲獸（Parasimon）

初出現於第67話。

#### 英明所屬
- 杜賓犬獸（Dobermon）

聲優：桥诘知久（日本）
是一隻魔獸型數碼獸。
用敏捷身手捕獲獵物的凶殘數碼獸。
- 富豪獸（Gamemon）

聲優：龙田直树（日本）、林保全（香港）
初出現於第62話。

#### 喜一所屬
- 火車獸（Locomon）

聲優：竹本英史（日本）、周良鴻（香港）、何志威（台湾）
初出現於第67話，曾因蓮的引誘而暴走，並短暫進入了蓮Xros Loader。
- 南瓜獸（Pumpmon）

初出現於第67話。
- 傻狗獸（Dogmon）

初出現於第67話。

#### 瑞希所屬
- 潛鯊獸（Submarimon）

聲優：渡边美佐（日本）、李震權（香港）
初出現於第73話，曾一度幫助大器等人進入海洋的數碼晶界。
招式：「高壓氧氣（Oxyen Torpedo）」

### DigiMemory（数码记忆）
- 兽（Leviamon）

聲優：草尾毅（日本）
持有者：工藤大器
於第5話，工藤大器從王者巨鯨獸身下的神殿得到。初次使用於第5話。
- 海天使獸（MarinAngemon）

持有者：工藤大器
於第5話，工藤大器從王者巨鯨獸身下的神殿得到。初次使用於第6話。
- 亞古獸（Agumon）

持有者：工藤大器
於第5話，工藤大器從王者巨鯨獸身下的神殿得到。初次使用於第8話。
招式：「三重小型火焰」
- 加魯魯獸（Garurumon）

持有者：工藤大器
於第5話，工藤大器從王者巨鯨獸身下的神殿得到。初次使用於第9話。
招式：「狐火（Fox Fire）」
- 神聖天使獸（HolyAngemon）

持有者：工藤大器
於第5話，工藤大器從王者巨鯨獸身下的神殿得到。初次使用於第12話。
招式：「天堂之門（Heaven's Gate）」
- 基爾獸（Guilmon）

持有者：工藤大器
於第12話，工藤大器通過法老獸的測試後得到的。初次使用於第13話。
招式：「搖滾粉碎擊（Rock 'n' Roll Breaker）」
- 巴達獸（Patamon）

持有者：工藤大器
於第12話，工藤大器通過法老獸的測試後得到的。初次使用於第13話。
招式：「空氣炮」
- V仔獸（V-mon）

持有者：工藤大器
於第12話，工藤大器通過法老獸的測試後得到的。
亦於第22話，巴斯迪獸將牠從Lake Zone帶來的幾個DigiMemory交給工藤大器。
- 鋼鐵加魯魯獸（MetalGarurumon）

持有者：工藤大器
於第21話，木偶獸視它為寶物並交給工藤大器。初次使用於第21話。
招式：「絕對冷凍氣（Cocytus Breath）」
- 暗龍獸（Darkdramon）

持有者：工藤大器
於第22話，巴斯迪獸將牠從Lake Zone帶來的幾個DigiMemory交給工藤大器。初次使用於第22話。
招式：「巨棒長矛（Gigastick Lance）」
- 小妖獸（Impmon）

持有者：工藤大器
於第22話，巴斯迪獸將牠從Lake Zone帶來的幾個DigiMemory交給工藤大器。初次使用於第24話。
招式：「火之柱（Pillar of Fire）」
- 迪路獸（Tailmon）

持有者：工藤大器
於第22話，巴斯迪獸將牠從Lake Zone帶來的幾個DigiMemory交給工藤大器。初次使用於第31話。
招式：「貓貓拳」
- 奧米加獸（Omegamon）

聲優：島田敏（日本）
持有者：工藤大器
是唯一一個流落到人類世界的DigiMemory，亦是因為它的力量，才將工藤大器等人帶到數碼世界。
於第30話，工藤大器在人類世界發現到的。初次使用於第30話。
- 艾克萨兽（Examon）

聲優：神奈延年（日本）
持有者：工藤大器
跟戰鬥暴龍獸的DigiMemory一起流落在人類與數碼世界之間的數碼空間，之後在策士兽進入人類世界時受到波及，因此卡在數碼空間和人類世界之間的障壁上動彈不得。在巴古拉獸破壞人類世界時呼喚劍善次郎和陽本明，因此脫困，並解救了大器等人。
- 戰鬥暴龍獸（WarGreymon）

聲優：岸尾大輔（日本）
持有者：工藤大器
跟艾克萨兽的DigiMemory一起流落在人類與數碼世界之間的數碼空間，之後在策士兽進入人類世界時受到波及，因此卡在數碼空間和人類世界之間的障壁上動彈不得。在巴古拉獸破壞人類世界時呼喚劍善次郎和陽本明，因此脫困，並解救了大器等人。
招式：「蓋亞能量炮」

### 其他數碼獸

#### Zone

##### Green Zone（綠原地區）
巴古拉軍
- 瘋狂獅子獸（Mad Leomon）

聲優：飛田展男（日本）、陳欣（香港）
為戰策獸手下。初出現於第1話。
- 武裝狂獅獸（Mad Leomon）

初出現於第1話。
- 瘋狂獅子獸　大蛇形态（Mad Leomon（Orochi Mode））

初出現於第2話。
- 瘋狂獅子獸　最終形态（Mad Leomon（Final Mode））

初出現於第3話。
- 大蛇獸（Orochimon）

為瘋狂獅子獸手下。Orochi源自日本神話中的八岐大蛇，初出現於第2話。
- 鑽地獸（Dorimogumon）

為瘋狂獅子獸手下。初出現於第3話。
居民
- 向日葵獸（Sunflowmon）

Green Zone的居民。初出現於第6話。
- 獅子獸（Leomon）

受工藤大器所擁有的Code Crown影響下，由原本被打敗的瘋狂獅子獸復活回善良的獅子獸。初出現於第29話。
- 花仙獸（Lilimon）

詳見「Xros Heart」。

##### Island Zone（島嶼地區）
巴古拉軍
- 尼普頓獸（Neptunemon）（港台譯：海神獸）

聲優：真殿光昭（日本）、李錦綸（香港）、劉明勳（台湾）
為戰策獸手下。初出現於第4話。
招式：「漩渦穿刺（Vortex Penetrate）」
「深淵巨浪（Wave of Depth）」
- 基剎獸（Gizamon）

聲優：會一太郎（日本）
為尼普頓獸手下。初出現於第4話。
- 飛魚獸（Mantaraymon）（港台譯：魔鬼魚獸）

為尼普頓獸手下。初出現於第4話。
- 奇蛙獸（Hangyomon）

聲優：小原雅人（日本）、陳廷軒（香港）、何志威（台湾）
為尼普頓獸手下。初出現於第4話。
- 章魚獸（Octmon）（港台譯：八爪魚獸）

聲優：劉奕希（香港）
為尼普頓獸手下。初出現於第4話。
- 黃蜂獸（Flymon）

聲優：沼田祐介（日本）、何志威（台湾）
為尼普頓獸手下。初出現於第5話。
- 龍蝦獸（Ebidramon）

為尼普頓獸手下。初出現於第5話。被長嘴赤龍獸和高吼兽X2合力殺掉。
- 海龍獸（Seadramon）

為尼普頓獸手下。初出現於第5話。
招式：「冰箭（Ice Arrow）」
- 大古加獸（Ookuwamon）

為尼普頓獸手下。初出現於第6話。
居民
- 小烏龜獸（ChibiKamemon）

詳見「Xros Heart」。
- 古海龜獸（Archelomon）（港台譯：海龜獸）

聲優：西村知道（日本）、譚炳文（香港）、何志威（台湾）
Island Zone的長老。初出現於第4話。
- 布加獸（Pukamon）

Island Zone的居民。初出現於第4話。
- 蝦蛄獸（Shakomon）（港台譯：蜆殼獸）

聲優：菊池心（日本）、羅杏芝（香港）、林筱玲（台湾）
Island Zone的居民。初出現於第4話。
招式：「黑色珍珠（Black Pearl）」
「水流螺旋（Water Screw）」
- 王者巨鯨獸（KingWhamon）（港台譯：巨鯨獸）

聲優：劉奕希（香港）
其頭部及背部的島嶼為Island Zone，身體內及身體下都有神殿。初出現於第5話。

##### Magma Zone（溶岩地區）
巴古拉軍
- 古代火山獸（AncientVolcamon）

聲優：梁田清之（日本）、劉昭文（香港）、何志威（台湾）
為戰策獸手下。初出現於第7話。
- 合體 古代火山獸（Fused AncientVolcamon）

聲優：梁田清之（日本）、劉昭文（香港）
初出現於第9話。
- 死神火焰獸（SkullMeramon）

聲優：麻生智久（日本）、陳欣（香港）、鄒韋（台湾）
為古代火山獸手下。初出現於第7話。
- 藍色火焰獸（BlueMeramon）（港台譯：藍火焰獸）

聲優：三浦祥朗（日本）、何志威（台湾）
為死神火焰獸手下。初出現於第7話。
- 火焰獸（Meramon）

聲優：赤羽根健治（日本）、鄒韋（台湾）
為死神火焰獸手下。初出現於第7話。
- 雪人獸（Frigimon）

為古代火山獸手下。初出現於第7話。
- 土撥鼠獸（Prairiemon）

聲優：菊池心（日本）、林芷筠（香港）、邱佩轝（台湾）
Magma Zone的居民，被巴古拉軍捉去做勞役工作。初出現於第7話。
- 礦石獸（Gotsumon）

聲優：劉明勳（台湾）
Magma Zone的居民，被巴古拉軍捉去做勞役工作。初出現於第7話。
- 南瓜獸（Pumpmon）

聲優：蔡惠萍（香港）
Magma Zone的居民，被巴古拉軍捉去做勞役工作。初出現於第7話。
- 小熊獸（Bearmon）

聲優：橋詰知久（日本）、張方正（香港）、鄒韋（台湾）
Magma Zone的居民，被巴古拉軍捉去做勞役工作。初出現於第7話。

##### Lake Zone（湖泊地區）
巴古拉軍
- 冰惡魔獸（IceDevimon）

聲優：高戶靖廣（日本）、何志威（台湾）、巫哲棋（香港）
為莉莉絲獸手下。初出現於第10話。
- 冰惡魔獸 強化吸收體（IceDevimon Enhancement Absorbent）

聲優：高戶靖廣（日本）、何志威（台湾）、巫哲棋（香港）
初出現於第10話。
- 冰惡魔獸 大企鵝獸 強化吸收體（IceDevimon-Daipenmon Enhancement Absorbent）

初出現於第11話。
- 冰石獸（Icemon）

為冰惡魔獸手下。初出現於第10話。
- 大企鵝獸（Daipenmon）

聲優：吳東原（台湾）
為莉莉絲獸手下。初出現於第11話。
居民
- 兵棋獸（PawnChessmons）

詳見「Xros Heart」。
- 騎士獸（Knightmon）

詳見「Xros Heart」。
- 巴斯迪獸（Bastemon）

詳見「Xros Heart」。
- 玩具亞古獸（ToyAgumon）

Lake Zone的居民，守護著Bastia城。初出現於第10話。

##### Sand Zone（沙灘地區）
巴古拉軍
- 毒蠍獸（SkullScorpiomon）（港台譯：骷髏蠍子獸）

聲優：高岡瓶々（日本）﹑赤羽根健治（日本）、巫哲棋（香港）、馮錦堂（香港）
為莉莉絲獸手下。初出現於第12話。
- 外星獸（Ebemon）（港台譯：伊巴獸）

聲優：赤羽根健治（日本）﹑砥出惠太（日本）
為莉莉絲獸手下。初出現於第13話。
- 機械邪龍獸（Machinedramon）

為莉莉絲獸手下。初出現於第14話。
- 超級機械邪龍獸（HiMugendramon）

初出現於第14話。
- 左輪獸（Deputymon）

詳見「Xros Heart」。
- 巨豆獸（BigMamemon）

為法老獸房間裡的陷阱。初出現於第12話。
- 法老獸（Pharaohmon）

聲優：长岛雄一（日本）、林保全（香港）、何志威（台湾）
居住於Sand Zone中的法老獸房間，當有人成功通過法老獸的測試，便給他Code Crown。初出現於第12話。
- 天使獸（Angemon）

聲優：小林通孝（日本）、鄒韋（台湾）
為Sand Zone城市「桑朵莉亚」（Sandoria）的女神的戰士，亦是巴力獸的師父。初出現於第13話。
- 小毒蜘蛛獸（KoDokugumon）

居住於Sand Zone的小數碼獸。初出現於第13話。

##### Heaven Zone（天堂地區）
- 六翅獸（Lucemon）

聲優：松野太紀（日本）、李鎮然（香港）、邱佩轝（台湾）
為莉莉絲獸手下。初出現於第15話。
- 六翅獸 墮落形态（Lucemon Chaos Mode）

聲優：劉明勳（台湾）
初出現於第16話。
- 六翅獸 撤旦形态（Lucemon Shadowlord Mode）

初出現於第17話。
- 斬擊天使獸（GuardiAngemon）（港台譯：聖劍天使獸）

聲優：檜山修之（日本）、劉昭文（香港）、何志威（台湾）
Heaven Zone的大總統及總統候選人。初出現於第15話。
- 妖精獸（Piximon）

聲優：菊池心（日本）
Heaven Zone的巡邏衛兵。初出現於第15話。
- 石像鬼獸（Gargoylemon）（港台譯：高加獸）

聲優：佐藤正治（日本）、林保全（香港）
Heaven Zone的天使警察隊隊長。初出現於第15話。
- 獨角馬獸（Unimon）

Heaven Zone的天使警察隊隊員。初出現於第15話。
- 天馬獸（Pegasusmon）

Heaven Zone的天使警察隊隊員。初出現於第15話。
- 古神獸（Shakkoumon）

聲優：菊池心（日本）、陸惠玲（香港）、劉明勳（台湾）
神出鬼沒，其真正身份為Heaven Zone的選舉管理委員大人。初出現於第15話。
- 巴特獸（Puttimon）

Heaven Zone的居民。初出現於第15話。
- 丘比獸（Cupimon）

聲優：林筱玲（台湾）
Heaven Zone的居民。初出現於第15話

##### Forest Zone（森林地區）
巴古拉軍
- 金剛獸（Kongoumon）（港台譯：金剛杵獸）

聲優：稻田徹（日本）
為戰策獸手下。初出現於第18話。
- 超比多獸（AtlurKabuterimon）

為金剛獸手下。初出現於第18話。
招式：「角端破壞炮（Horn Buster）」
- 究極古加獸（GranKuwagamon）

為金剛獸手下。初出現於第19話。
居民
- 飛蟲獸（Stingmon）

聲優：織田優成（日本）、麥皓豐（香港）、鄒韋（台湾）
Forest Zone吼叫之森的守護者，與丁香獸是一對情侶。初出現於第18話。
招式：「終極刺釘（Spiking Finish）」
- 丁香獸（Lilamon）

聲優：笠原留美（日本）、黃淑芬（香港）、邱佩轝（台湾）
Forest Zone吼叫之森的守護者，與飛蟲獸是一對情侶。初出現於第18話。
- 戰艦龍獸（Deckerdramon）

詳見「Blue Flare」。

##### Dust Zone（灰塵地區）
侵略者（此处是唯一一个巴古拉军没有到达的地方，而侵占此区域的大机车头兽不是巴古拉军的部下。）
- 大機車头獸（GranLocomon）（港台譯：大火車獸）

聲優：佐佐木望（日本）、吳東原（台灣）
初出現於第20話。
招式：「毀滅撞擊（Destroyed Crash）」
- 齒輪獸（Hagurumon）

聲優：菊池心（日本）、謝佼娟（台灣）
為大機車獸手下。初出現於第20話。
- 木偶獸（Puppetmon）

聲優：難波圭一（日本）、巫哲棋（香港）、劉明勳（台灣）
詳見「Xros Heart」。
- 金屬豆豆獸（MetalMamemon）

聲優：橋詰知久（日本）﹑赤羽根健治（日本）
Dust Zone的居民。初出現於第20話。
- 垃圾桶獸（Garbagemon）

聲優：桑原敬一（日本）、馮錦堂（香港）
Dust Zone的居民。初出現於第20話。
- 黑玩具亞古獸（Shadow ToyAgumon）

聲優：邱佩轝（台灣）
Dust Zone的居民。初出現於第20話。
- 機車獸 水壺號（Kettle the Trailmon）（港台譯：機車獸）

聲優：劉惠雲（香港）、邱佩轝（台湾）
Dust Zone的居民。初出現於第20話。

##### Digital Space（數碼空間）
- 阿卡迪獸 完全體（Arkadimon（Ultimate））

為莉莉絲獸手下。初出現於第22話。
- 鏡影獸（Wisemon）

聲優：劉明勳（台灣）
詳見「Xros Heart」。

##### Shinobi Zone（忍者地區）
- 武者獸（Musyamon）（港台譯：武士獸）

聲優：長嶝高士（日本）、何志威（台灣）
為爆風獸手下。初出現於第23話。
- 忍者獸（Shurimon）

聲優：鄒韋（台灣）
為武者獸手下。初出現於第23話。
- 悟空獸（Etemon）

聲優：幸野善之（日本）、何志威（台灣）
為武者獸手下。初出現於第23話。
- 凱王獸（Gaiomon）

為忍者獸手下。初出現於第24話。
- 阿修羅獸（Asuramon）

為忍者獸手下。初出現於第24話。
- 伊賀獸（Ninjamon）

聲優：橋詰知久（日本）
為忍者獸手下。初出現於第24話。
- 劍道獸（Kotemon）

為爆風獸手下，城門守衛。初出現於第24話。
- 歌舞伎獸（Kabukimon）

聲優：赤羽根健治（日本）、吳東原（台灣）
為爆風獸手下，城門守衛。初出現於第24話。
- 犬神獸（Caturamon）

為爆風獸手下，城門守衛。初出現於第24話。
居民
- 烏鴉天狗獸（Karatenmon）（港台譯：天狗獸）

聲優：八奈見乘兒（日本）、陳卓智（香港）、鄒韋（台灣）
住在神社裡，守護著Code Crown。初出現於第23話。
- 婆婆獸（Babamon）

聲優：邱佩轝（台灣）
為Shinobi Zone的公主。初出現於第24話。

##### Disk Zone（圓盤地區）
巴古拉軍
- 閥門獸（Bulbmon）

為爆風獸手下。初出現於第25話。
- 銀鏡獸（Mercurymon）

聲優：劉明勳（台灣）
本是Disk Zone的支配者。被蒼沼桐葉敗後交出Code Crown後消失。初出現於第25話。
- 熊貓蜂獸（Panbachimon）

聲優：矢口真里（日本）
本是Disk Zone的的居民，但因Disk Zone的崩解，現居於Shinobi Zone。初出現於第25話。
- 露娜獸（Lunamon）

聲優：今野宏美（日本）、黃麗芳（香港）、謝佼娟（台灣）
本是Disk Zone的的居民，但因Disk Zone的崩解，現居於Shinobi Zone。初出現於第25話。
- 海馬獸（Seahomon）

聲優：山田真一（日本）、鄒韋（台灣）
本是Disk Zone的的居民，但因Disk Zone的崩解，現居於Shinobi Zone。初出現於第25話。
- 荊刺鼴鼠獸（Togemogumon）

聲優：菊池心（日本）
本是Disk Zone的的居民，但因Disk Zone的崩解，現居於Shinobi Zone。初出現於第25話。

##### Sweets Zone（甜點地區）
- 鬥牛士獸（Matadormon）

聲優：平田廣明（日本）、鄒韋（台灣）
為戰策獸手下。初出現於第27話。
- 熊仔獸（Monzaemon）

聲優：佐藤晴男（日本）、劉明勳（台灣）
為鬥牛士獸手下。初出現於第27話。
- 邪惡熊仔獸（WaruMonzaemon）

聲優：龍谷修武（日本）、鄒韋（台灣）
為鬥牛士獸手下，巴古拉軍裡排行第一的甜品師傅。初出現於第27話。
- 巨型邪惡熊仔獸（Giga WaruMonzaemon）

聲優：置鮎龍太郎（日本）
初出現於第27話。
- 破壞龍獸（Breakdramon）

為鬥牛士獸手下。初出現於第28話。
- 斯帕達獸（Supadamon）（港台譯：斯巴達獸）

聲優：真田麻美（日本）、黃瑩瑩（香港）、邱佩轝（台灣）
守衛Sweets Zone的戰士之一。初出現於第27話。
- 日冕獸（Coronamon）

聲優：謝佼娟（台灣）
Sweets Zone的甜品師傅之一。初出現於第27話。

##### Sword Zone（刀劍地區）
巴古拉軍
- 頂級劍士獸/黄金劍士獸（Grademon）

聲優：置鮎龍太郎（日本）、麥皓豐（香港）、鄒韋（台灣）
為戰策獸手下。身體原本為深紫色，但被高吼兽X4打敗後，被工藤大器所擁有的Code Crown影響下，身體變為金色。初出現於第29話。第30話死亡，最後在與巴古拉獸的最終決戰時與阿波羅獸和奧列格獸同樣在Code Crown影響下重新復活。
招式：「十字利刃（Cross Blade）」

#### Land

##### Dragon Land（飛龍大陸）
- 黃龍獸（Fanglongmon）

聲優：伊藤健太郎（日本）、鄒韋（台灣）
為多盧比克獸手下。初出現於第31話。
- 邪龍獸（Devidramon）

聲優：橋詰知久（日本）
為多盧比克獸手下。初出現於第31話。
居民
- 花仙獸（Lilimon）

詳見「Xros Heart」。
- 龍仔獸（Dracomon）

詳見「Xros Heart」。

##### Vampire Land（吸血鬼大陸）
- 女惡魔獸（Ladydevimon）

聲優：伊倉一惠（日本）﹑齊木美帆（日本）﹑齊藤佑圭（日本）、雷碧娜（香港）、林筱玲（台灣）
為新種吸血魔獸手下。初出現於第33話。
招式：「暗黑衝擊波（Darkness Wave）」
- 惡魔獸（Devimon）

為新種吸血魔獸手下。初出現於第33話。
聲優：劉明勳（台灣）
招式：「死亡之爪（Death Claw）」
- 垂耳兔兽（Lopmon）

聲優：西村千奈美（日本）、成瑤孆（香港）、謝佼娟（台灣）
為Vampire Land的居民，被稱為神之使者的數碼獸。初出現於第33話。
招式：「燃燒之冰（Blazing Ice）」
「小型龍捲風（Petit Twister）」
- 垂耳兔兽（白）（Lopmon（White））

聲優：成瑤孆（香港）、謝佼娟（台灣）
- 巧克力獸（Chocomon）

為Vampire Land的居民。初出現於第33話。

##### Honey Land（蜂蜜大陸）
- 燃點獸（Ignitemon）

聲優：阪口大助（日本）、陳灝瑋（香港）、邱佩轝（台灣）
為扎米埃爾獸手下。亦是梅爾瓦獸的弟弟。初出現於第35話。
- 蜜蜂獸（Honeybeemon）

聲優：赤羽根健治（日本）﹑橋詰知久（日本）
為扎米埃爾獸手下。初出現於第35話。
- 巨大古加獸（Grandis Kuwagamon）

聲優：岸尾大輔（日本）
為扎米埃爾獸手下。初出現於第35話。
- 巨大古加獸 甜心形态

巨大古加獸及多隻蜜蜂獸進行DigiXros後合體的數碼獸。初出現於第35話。
- 蟲蜂獸（Flybeemon）

為扎米埃爾獸手下。初出現於第36話。
招式：「毒針刺擊（Needle Stinger）
「昆蟲電光（Fly Spark）」
- 妖道獸（Doumon）（港台譯：祭拜獸）

聲優：荻野晴朗（日本）、鄒韋（台灣）
為強者獸手下，外形與數碼獸馴獸師中登場的祭師獸一樣，只是膚色從黃色改為藍色。初出現於第37話。
招式：「鬼門遁甲（Kimontonkou）」
- 丁香獸（Lilamon）

詳見「Forest Zone」。
- 飛蟲獸（Stingmon）

詳見「Forest Zone」。
- 梅爾瓦獸（Mervamon）

詳見「Xros Heart」。

##### Cyber Land（網際大陸）
- 巨鯨獸（Whamon）

為流獸手下。初出現於第38話，為流獸的Drippin。
- 安杜路獸（Andromon）

為流獸手下。初出現於第38話，為流獸的Drippin。
- 鋼鐵巨龍獸（MetalTyranomon）

為流獸手下。初出現於第38話，為流獸的Drippin。

##### Gold Land（黃金大陸）
- 人魚獸（Mermaimon）

聲優：盐山由佳（日本）、邱佩轝（台灣）
為奧列格獸手下。初出現於第40話。
- 暗黑音量獸（DarkVolumon）

為奧列格獸手下。
詳見「Xros Heart」。
居民
- 斯帕達獸（Supadamon）

詳見「Sweets Zone」。
- 日冕獸（Coronamon）

詳見「Sweets Zone」。
- 露娜獸（Lunamon）

詳見「Disk Zone」。
- 蛋蛋獸（Digitamamon）

Gold Land 的居民，初出現於第40話。

##### Canyon Land（峽谷大陸）
- 雲迪獸（Wendimon）

為重力獸手下。初出現於42話。
- 仙鷹獸（Hipogurifomon）

為重力獸手下，初出現於42話
- 地獄犬獸（Cerberumon）

為重力獸手下。初出現於42話。
- 阿努比獸（Anubimon）

為重力獸手下。初出現於42話。

##### Bright Land（光輝大陸）
- 馬爾斯獸（Marsmon）

聲優：竹本英史
為阿波羅獸手下，初出現於45話，後被耳语者殺死。
- 沙度獸（Setmon）

聲優：大友龍三郎
為阿波羅獸手下，初出現於45話。
居民
- 武兔獸（Turuiemon）

Bright Land 的居民，初出現於第45話。

#### DigiQuartz（数码晶界）
- 晶界兽（Quartzmon）[25]

聲優：樱井孝宏（日本）、张炳强（香港）、鄒韋（台灣）
第三期的最終敵人，假裝成迷幻獸及阿斯塔獸，並操縱最上龍馬的意識從暗中吸收數碼獸的資料。
初出現於第77話。

### 其他
- 時鐘獸（Clockmon）

聲優：丸山優子（日本）、黃瑩瑩（香港）、錢欣郁（台湾）
初出現於第55話，钟表店爷爷的所屬。

## 注解
1. ↑  日本官方博客给出的汉字为“大器”（名字由来「大器」＝器量大的人），“大器”为标准汉字译名，港台方面翻译时候未参考日本官方博客的汉字，才导致港台翻译和日本官方汉字不一致的情况。
2. ↑  Jogress（合步）是由Joint（联合）及Progress（进步、发展）构成的合成词，又称「联展」。最初设定上数码兽之间合体，向上进化一个等级的技术称为「合步」，而等级没有变化则称为「合体」。但在液晶玩具数码兽摇摆机中将两种情况均称为「合步」，因此后来得到统一。成熟期以上的数码兽，可以以成熟期＋成熟期、成熟期＋完全体、完全体＋完全体、究极体＋究极体等形式完成合步。不是任何数码兽都能进行合步，数码兽之间还存在相性等因素。其中究极体之间的合步，更是仅限屈指可数的数码兽使用。而最近三体以上数码兽同时合步的技术也出现了。另外，合步后的数码兽不以「合步体」等称呼，以普通的等级名称呼。不过仅限究极体，有时也被称为「合体究极体」。
3. ↑  WS游戏《数码兽大冒险：阳极驯兽师》《数码兽大冒险：阴极驯兽师》《数码兽大冒险02：组合驯兽师》《数码兽大冒险02：D-1驯兽师》《数码兽驯兽师：勇敢的驯兽师》男一号，TV动画《数码兽驯兽师》和剧场版《数码兽驯兽师 暴走特急》男三号，漫画《数码兽大冒险V驯兽师01》、剧场版《数码兽大冒险 我们的战争游戏！》、TV动画《数码兽大冒险02》《数码兽合体战争 ～穿越时空的少年猎人们～》、剧场版《数码兽大冒险tri. 第6章 我们的未来》客串角色，穿越不同的时空和宿敌千年兽进行宿命的对决。曾解救动画版太一等人、曾和一乘寺贤是朋友搭档、曾和松田启人等人并肩作战、曾和动画前三部主役数码兽搭档、曾和漫画版太一决斗、曾协助过明石激和工藤大器等人。
4. ↑  稱號上是歷代最多的，“第九位被選召的孩子”、“1999年最後的被選召的孩子”、“特異的驯兽师”、“D-1驯兽师”、“勇敢的驯兽师”、“流浪的驯兽师”、“最强的驯兽师”、“傳說中的驯兽师”等。